# Butter Point
Butter Point är en udde i Antarktis. Den ligger i Östantarktis. Nya Zeeland gör anspråk på området.
Terrängen inåt land är platt åt sydost, men åt sydväst är den kuperad. Havet är nära Butter Point åt nordost. Trakten är obefolkad. Det finns inga samhällen i närheten. 